# Islas Malvinas en los Juegos de la Mancomunidad de 2006
El territorio británico de ultramar de las Islas Malvinas estuvo representada en los Juegos de la Mancomunidad de 2006 en Melbourne, Australia por un contingente de 6 deportistas. Ellos compitieron en cuatro eventos, todos ellos disciplinas de tiro en parejas. No ganaron medallas.

## Participantes
- Henry Donald Alexander McLeod
- Saul Pitaluga
- Gary Clement
- Stephen Dent
- Kenneth Aldrige
- Christopher McCallum